# Henry O. Godwinn
Henry O. Godwinn, pseudonimo di Mark Canterbury (Washington, 16 marzo 1964), è un ex wrestler statunitense.

## Carriera
Canterbury si allenò sotto la guida di George South e the Italian Stallion e debuttò nel 1990 come "Mean" Mark Canterbury. Formò in breve tempo un tag team con Dennis Knight che approdò anche in World Championship Wrestling nell'ottobre 1992. Dusty Rhodes suggerì a Canterbury di lottare usando una maschera per risaltare il suo atteggiamento heel. I due si fecero chiamare "Texas Hangmen" e rimasero nella promotion fino al 1994.
A metà del 1994 Canterbury passò alla World Wrestling Federation e prese il nome di Henry Godwinn e assunse la gimmick di un allevatore di maiali dell'Arkansas. Canterbury era un heel e appoggiò diverse volte Ted DiBiase. Quando però, in un episodio di WWF Action Zone, venne chiesto a DiBiase se era alleato di Canterbury, questo negò e insultò Canterbury. Ciò portò ad un Turn Face di Mark che portò anche ad una faida con Sycho Sid. Godwinn intraprese poi una faida con Hunter Hearst Helmsley che culminò in un "Arkansas Hog Pen match" che venne vinto da Helmsley. Dopo il match, tuttavia, Hemsley venne attaccato da Godwinn.
Nel 1996, Canterbury si riunì con Knight che firmò per la WWF e prese il nome di Phineas I. Godwinn. I due formarono un tag team chiamato "The Godwinns" ed erano face ed avevano come manager Hillbilly Jim. I due iniziarono una faida con i Bodydonnas che costrinse Sunny a diventare la manager dei Godwinns. Successivamente, Canterbury e Knight vinsero i WWF Tag Team Championship strappando i titoli agli stessi Bodydonnas. Dopo essere diventati cattivi, cacciarono Hillbilly Jim e presero Uncle Cletus come manager. Dopo aver perso i titoli, li riconquistarono contro Mosh & Thrasher. Persero definitivamente i titoli contro i Legion of Doom. Dopo il match, i Godwinns attaccarono e licenziarono Uncle Cletus. Sul finire del 1997, in un match contro i LOD, Canterbury si infortunò ad una vertebra. I dottori dissero che doveva stare fuori per quindici settimane ma Mark ritornò solo dopo otto settimane. Nel 1998, Canterbury partecipò al Brawl for All, un torneo di shoot-fight tenutosi in WWF ma perse al primo round contro Bradshaw. Lo stesso anno, i Godwinns lasciarono la gimmick degli allevatori, adottando i loro veri nomi e facendosi chiamare i "Southern Justice", i bodyguards di Tennessee Lee. Poco dopo però, la vertebra di Canterbury si aggravò e ciò lo fece ritirare prematuramente nel 1997.
Nel 2006, firmò un nuovo contratto con la WWE e venne mandato in Deep South Wrestling dove diventò il tag team partner di Ray Gordy. I due riformarono brevemente i Godwinns ma quando Gordy passò a SmackDown! insieme a Drew Hankinson, il suo ruolo rimase incerto fino al suo licenziamento, avvenuto il 19 maggio 2007.
Canterbury accetta booking dalla Top Notch Wrestling e sta lanciando uno show di wrestling a Kentucky, in West Virginia dove abita.
L'8 novembre 2011 Mark Canterbury è stato vittima di un grave incidente d'auto con la quale è finito in un precipizio fuori strada. Nell'incidente si procurò numerose ferite, tra cui milza e appendice asportata (nell'appendice riscontrato anche un tumore), polmoni perforati, gamba rotta in tre punti e 13 costole spezzate.

## Vita privata
È sposato con una donna di nome Michelle Byrd, dalla quale ha avuto due figli: Shane e Jordan.

## Personaggio
Mosse finali
- Inverted DDT
- Pumphandle slam

Soprannomi
- "Hank"
- "H.O.G."
- "Mean"

## Titoli e riconoscimenti
- World Wrestling Federation
  - WWF World Tag Team Championship (2) – con Phineas I. Godwinn